# Championnat du Bangladesh de football 2017-2018
Navigation
Édition précédente Édition suivante
La saison 2017-2018 du Championnat du Bangladesh de football est la dixième édition de la Bangladesh League, le championnat national professionnel de première division bangladais. Les douze équipes engagées sont regroupées au sein d'une poule unique où elles affrontent deux fois leurs adversaires. En fin de saison, le dernier du classement est relégué et remplacé par le champion de deuxième division.
C'est le club d'Abahani Limited Dhaka, tenant du titre, qui remporte à nouveau la compétition cette saison après avoir terminé en tête du classement, avec cinq points d'avance sur Sheikh Jamal Dhanmondi Club et huit sur Abahani Limited Chittagong. C'est le dix-septième titre de champion du Bangladesh de l'histoire du club, qui réalise même le doublé en s'imposant en finale de la Coupe du Bangladesh.

## Participants
- Abahani Limited Dhaka
- Mohammedan SC Dacca
- Muktijoddha Sangsad KC
- Sheikh Russell KC
- Brothers Union
- Rahmatganj MFS
- Arambagh KS
- Abahani Limited Chittagong
- Saif SC - Promu de D2
- Team BJMC
- Farashganj SC - Promu de D2
- Sheikh Jamal Dhanmondi Club

## Compétition

### Classement
Le classement est établi sur le barème de points classique : victoire à 3 points, match nul à 1, défaite à 0.
| Rang | Équipe                      | Pts | J  | G  | N | P  | Bp | Bc | Diff |
| ---- | --------------------------- | --- | -- | -- | - | -- | -- | -- | ---- |
| 1    | Abahani Limited Dhaka'T'C   | 52  | 22 | 16 | 4 | 2  | 35 | 13 | +22  |
| 2    | Sheikh Jamal Dhanmondi Club | 47  | 22 | 14 | 5 | 3  | 45 | 23 | +22  |
| 3    | Abahani Limited Chittagong  | 44  | 22 | 13 | 5 | 4  | 27 | 13 | +14  |
| 4    | Saif SCP                    | 41  | 22 | 11 | 8 | 3  | 30 | 16 | +14  |
| 5    | Mohammedan SC Dacca         | 32  | 22 | 9  | 5 | 8  | 31 | 26 | +5   |
| 6    | Sheikh Russell KC           | 27  | 22 | 6  | 9 | 7  | 21 | 21 | 0    |
| 7    | Brothers Union              | 22  | 22 | 5  | 7 | 10 | 20 | 30 | -10  |
| 8    | Arambagh KS                 | 21  | 22 | 5  | 6 | 11 | 25 | 35 | -10  |
| 9    | Team BJMC                   | 20  | 22 | 4  | 8 | 10 | 15 | 27 | -12  |
| 10   | Rahmatganj MFS              | 18  | 22 | 3  | 9 | 10 | 19 | 30 | -11  |
| 11   | Muktijoddha Sangsad KC      | 18  | 22 | 5  | 3 | 14 | 18 | 33 | -15  |
| 12   | Farashganj SCP              | 17  | 22 | 4  | 5 | 13 | 16 | 35 | -19  |

|  | Qualification pour la Coupe de l'AFC 2018                                                  |
|  | Relégation directe en deuxième division                                                    |
|  | T : Tenant du titre C : Vainqueur de la Coupe du Bangladesh P : Promu de deuxième division |

- La deuxième place en Coupe de l'AFC est théoriquement attribuée au vainqueur de la Coupe du Bangladesh, remportée cette saison par le champion, Abahani Limited Dhaka. Le finaliste de l'épreuve, Abahani Limited Chittagong, n'obtient pas la licence de l'AFC pour participer aux compétitions continentales. Par conséquent, c'est l'équipe ayant la licence AFC avec le meilleur classement du championnat, Saif SC, qui obtient son billet pour la Coupe de l'AFC 2018.

## Bilan de la saison
| Championnat du Bangladesh de football 2017-2018 |                                   |
| Champion                                        | Abahani Limited Dhaka (17e titre) |
| Coupes et trophées                              |                                   |
| Vainqueur de la Coupe du Bangladesh 2017-2018   | Abahani Limited Dhaka             |
| Qualifications continentales                    |                                   |
| Coupe de l'AFC 2018                             | Abahani Limited Dhaka             |
| Coupe de l'AFC 2018                             | Saif SC                           |
| Promotions et relégations                       |                                   |
| Promus en Bangladesh League                     | Bashundara Kings                  |
| Relégués en Bashundara Senior Division          | Farashganj SC                     |